# Los Realejos

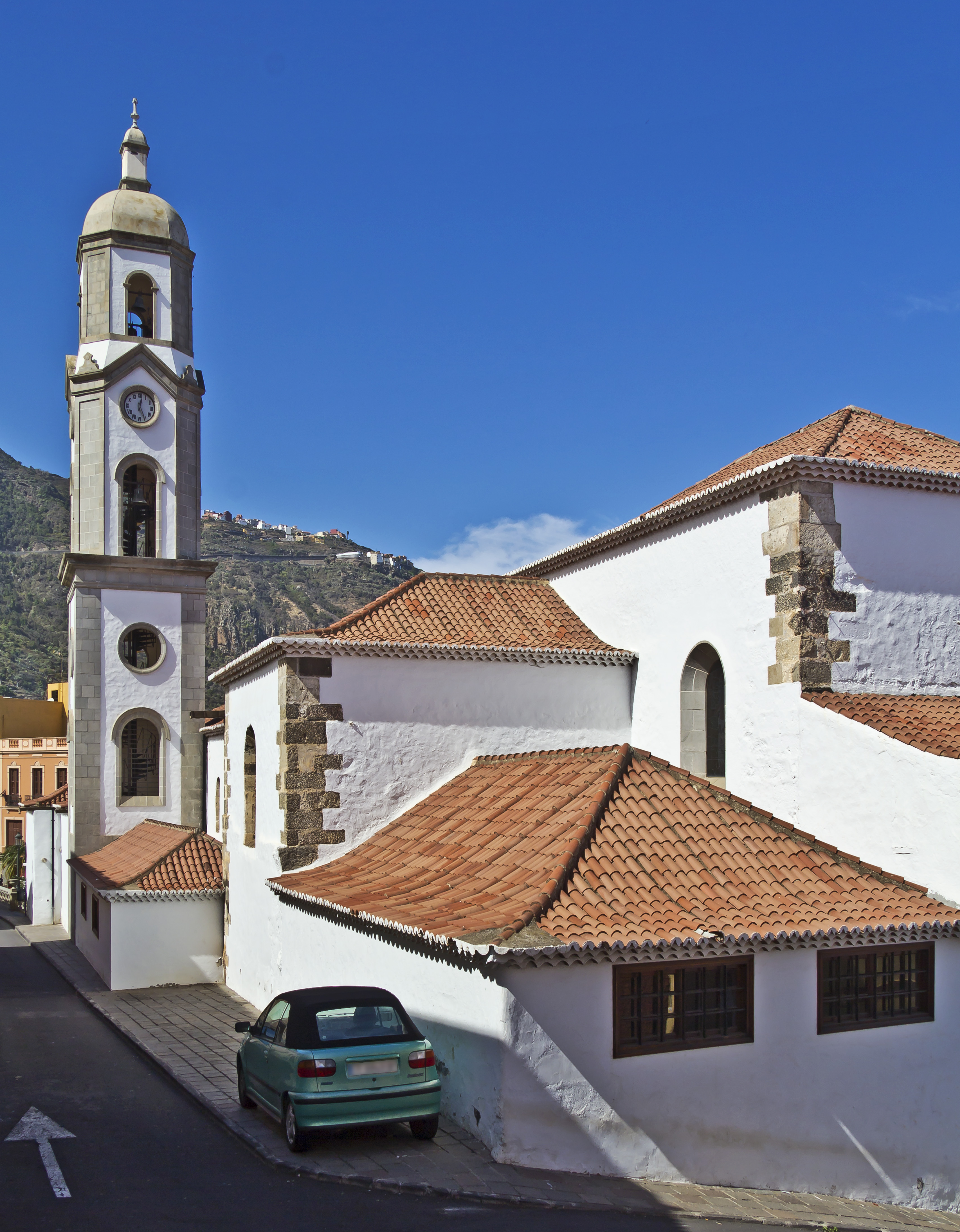
Concepció, Los Realejos

Los Realejos és un municipi de l'illa de Tenerife, a les illes Canàries. És situat a la vall de La Orotava, a les faldes del Teide, i és format pels nuclis de Toscal-Longuera, La Cruz Santa, Tigaiga, Palo Blanco i Icod del Alto. Fou creat el 1956 de la fusió dels municipis de Realejo Alto i Realejo Bajo.

## Evolució demogràfica (1900-2007)
| 1900  | 1910  | 1920  | 1930   | 1940   | 1950   | 1960   | 1970   | 1981   | 1991   | 2001   | 2006   | 2007   |
| 7.039 | 8.497 | 9.601 | 12.601 | 13.917 | 15.541 | 17.777 | 21.741 | 25.721 | 29.481 | 38.031 | 36.749 | 37.224 |

## Alcaldes del Municipi
| 1 | Domingo Luis Estrada            | Dictadura |
| 2 | Evelio Jiménez Fregel           | Dictadura |
| 3 | Elpidio Hernández Tostes        | Dictadura |
| 4 | Santiago Luis García            | (PSOE)    |
| 5 | Jesús Manuel Hernández García   | (PSOE)    |
| 6 | José Vicente González Hernández | (PSOE)    |
| 7 | Oswaldo Amaro Luis              | (CC)      |

## Personatges il·lustres
- José de Viera y Clavijo, escriptor i il·lustrat.
- Félix Martín, periodista i escriptor.
- Antonio González González, científic.